# 2022–2023-as SEHA-liga
A 2022–2023-as SEHA-liga kézilabda-bajnokság a SEHA-liga tizenkettedik kiírása. A bajnokságban öt ország nyolc csapata vett részt, a címvédő a magyar Telekom Veszprém KC. Miután az Oroszországgal szembeni szankciók miatt a szezon lebonyolítása nehézségekbe ütközött, bejelentették, hogy a bajnoki cím sorsáról döntő Final Fourban két fehérorosz és két orosz csapat játszik. A szentpétervári Final Fourt megnyerő fehérorosz Meskov Breszt csapatát hirdették ki győztesnek.

## Lebonyolítás
A nyolc részt vevő csapatból két csapatot – a Telekom Veszprémet és az RK Zagrebet – kiemelték, és egyből a negyeddöntőben kezdhették a küzdelmeket. A többi csapatot két háromcsapatos csoportra osztották, ahonnan mindegyik továbbjutott a negyeddöntőbe.
A szezon értelmezését nehezíti, hogy a liga hivatalos honlapján egymástól eltérő lebonyolítási rendszer szerepel az angol és az orosz nyelvű változatban. Az orosz nyelvű lebonyolítási rendszer szerint a liga csapatai két divízióban – "Déli" és "Keleti" divízióban – egymástól függetlenül játszanak csoportmérkőzéseket, majd a negyeddöntőben találkoznak egymással, ahonnan a szentpétervári Final Fourba lehet jutni. A szezon végéhez közeledve nyilvánvalóvá vált, hogy az orosz bázisú liga lebonyolítása az Oroszországgal szembeni szankciók miatt problémás lehet. Az angol nyelvű oldalakon keleti csoportról szó csincs, a lebonyolítási rendszer szerint két észak-macedón, két horvát, két szerb és egy-egy magyar és szlovák csapat küzd a bajnoki címért. A bajnokságnak ez az ága a negyeddöntőkig jutott el, amelyből néhány mérkőzést lejátszottak, néhányat nem. A liga hivatalos angol nyelvű honlapján nem jelent meg magyarázat sem erre, sem arra, hogy a bajnokság miként folytatódik. Eközben a liga honlapjának orosz változatában az olvasható, hogy mivel a "Déli" divízióban szereplő csapatokat eltiltották attól, hogy orosz és fehérorosz csapatokkal játsszanak, csak a "Keleti divíziónak" nevezett csoportból jutnak a negyeddöntőbe, majd onnan a Final Fourba csapatok.

### Csapatok
| Ország          | Csapat               | Város    | Csarnok (befogadóképesség)                |
| --------------- | -------------------- | -------- | ----------------------------------------- |
| Horvátország    | PPD Zagreb           | Zágráb   | Dom sportova (3 100)                      |
| Horvátország    | Nexe                 | Nekcse   | Sportska dvorana (2 500)                  |
| Magyarország    | Telekom Veszprém KC  | Veszprém | Veszprém Aréna (5 096)                    |
| Észak-Macedónia | Vardar               | Szkopje  | Jane Sandanski Arena (6 500)              |
| Észak-Macedónia | RK Eurofarm Pelister | Bitola   | Szportszka szala Boro Csurlevszki (3 700) |
| Szerbia         | RK Partizan          | Belgrád  | SC Vozdovac (2300)                        |
| Szerbia         | RK Vojvodina         | Újvidék  | SC Slana Bara (2000)                      |
| Szlovákia       | Tatran Prešov        | Eperjes  | City Hall Prešov (4 870)                  |

## Alapszakasz

### A csoport
| Hely. | Csapat               | M | Gy | D | V | G+  | G–  | Gk | P | Továbbjutás               |
| ----- | -------------------- | - | -- | - | - | --- | --- | -- | - | ------------------------- |
| 1.    | RK Vojvodina         | 4 | 2  | 0 | 2 | 116 | 115 | +1 | 6 | Továbbjut a negyeddöntőbe |
| 2.    | RK Eurofarm Pelister | 4 | 2  | 0 | 2 | 106 | 106 | 0  | 6 | Továbbjut a negyeddöntőbe |
| 3.    | Nexe                 | 4 | 2  | 0 | 2 | 113 | 114 | −1 | 6 | Továbbjut a negyeddöntőbe |

### B csoport
| Hely. | Csapat        | M | Gy | D | V | G+  | G–  | Gk | P | Továbbjutás               |
| ----- | ------------- | - | -- | - | - | --- | --- | -- | - | ------------------------- |
| 1.    | Tatran Prešov | 4 | 2  | 0 | 2 | 115 | 113 | +2 | 6 | Továbbjut a negyeddöntőbe |
| 2.    | Vardar        | 4 | 2  | 0 | 2 | 105 | 105 | 0  | 6 | Továbbjut a negyeddöntőbe |
| 3.    | RK Partizan   | 4 | 2  | 0 | 2 | 115 | 117 | −2 | 6 | Továbbjut a negyeddöntőbe |

## Egyenes kieséses szakasz

### Negyeddöntők
A negyeddöntőket 2023 áprilisában játszották.
| 1. csapat            | Össz. | 2. csapat           | 1. mérk. | 2. mérk. |
| -------------------- | ----- | ------------------- | -------- | -------- |
| RK Eurofarm Pelister | 73–55 | Tatran Prešov       | 37–29    | 36–26    |
| RK Partizan          | 60–43 | Telekom Veszprém KC | 39–24    | 21–19    |
| Vardar               | 70–51 | RK Vojvodina        | 38–25    | 32–26    |
| Nexe                 | –     | PPD Zagreb          | –        | –        |

### Final Four
A Final Fourt orosz és fehérorosz csapatok részvételével tartották meg június 6–8 között Szentpéterváron.
|  |                       |                       |               |               |    |             |             |       |
|  | Elődöntők             | Elődöntők             | Elődöntők     |               |    | Döntő       | Döntő       | Döntő |
|  | Elődöntők             | Elődöntők             | Elődöntők     |               |    | Döntő       | Döntő       | Döntő |
|  | június 6.             |                       |               |               |    |             |             |       |
|  |                       |                       |               |               |    |             |             |       |
|  | SzKA Minszk           | SzKA Minszk           | 34            |               |    |             |             |       |
|  | SzKA Minszk           | SzKA Minszk           | 34            | június 8.     |    |             |             |       |
|  | Csehovszkije Medvegyi | Csehovszkije Medvegyi | 32            |               |    |             |             |       |
|  | Csehovszkije Medvegyi | Csehovszkije Medvegyi | 32            |               |    | SzKA Minszk | SzKA Minszk | 31    |
|  | június 6.             |                       |               |               |    | SzKA Minszk | SzKA Minszk | 31    |
|  |                       |                       | Meskov Breszt | Meskov Breszt | 32 |             |             |       |
|  | Permszkije Medvegyi   | Permszkije Medvegyi   | Meskov Breszt | Meskov Breszt | 32 | 33          |             |       |
|  | Permszkije Medvegyi   | Permszkije Medvegyi   |               |               |    |             |             |       |
|  | Meskov Breszt         | Meskov Breszt         | 34            |               |    |             |             |       |
|  | Meskov Breszt         | Meskov Breszt         | 34            | Bronzmérkőzés |    |             |             |       |
|  |                       |                       |               |               |    |             |             |       |
|  | június 8.             |                       |               |               |    |             |             |       |
|  |                       |                       |               |               |    |             |             |       |
|  | Csehovszkije Medvegyi | Csehovszkije Medvegyi | 40            |               |    |             |             |       |
|  | Csehovszkije Medvegyi | Csehovszkije Medvegyi | 40            |               |    |             |             |       |
|  | Permszkije Medvegyi   | Permszkije Medvegyi   | 30            |               |    |             |             |       |
|  | Permszkije Medvegyi   | Permszkije Medvegyi   | 30            |               |    |             |             |       |